# 失踪 (高木彬光の小説)
『失踪』（しっそう）は、高木彬光の長編推理小説。百谷泉一郎弁護士シリーズ第5作。雑誌週刊『読売スポーツ』1962年（昭和37年）9月21日号から1963年1月4日号に「殺人への退場」と題して15回にわたって連載され、さらに全面的に手を加えられ、400枚の長篇として、1964年2月に講談社より書き下ろしで単行本化された。

## 解説
プロ野球界の黒い霧をテーマとして、八百長試合や不正トレードの根源を追究しようとしたもので、花形投手の失踪に端を発する殺人事件を取り扱ったものである。『人蟻』で現実的で新しい作風への転換をはかった作者であるが、1962年（昭和37年）には『肌色の仮面』を発表するなど、いわゆる社会派現実的な傾向に飽きたらなさを感じて、更なる新しい方向を模索する動き以降の中で描かれた作品である。野球推理小説を著した有馬頼義や佐野洋が野球ファンであるのに対し、作者の高木彬光は野球にさほどの関心がなく、あるインタビューでは「観戦するのも、あまり興味がないですね。日本シリーズに、なぜあんなに人が集まるのか、分らんですね。テレビで見ても、打率位は分るが、打点、防御率、勝利投手、敗戦投手など理解出来ません」と語っている。新しい作風を確立するために経済問題や裁判などに体当たりしていった作家的執念が、野球推理小説という新しい分野に向かっていった一作である。

## あらすじ
9月の第一日曜日、東京イーグルスと大阪ジャガーズのダブル・ヘッダーの第一試合で、先発として好投していた渡部信治投手は6回の表の途中で突如マウンドを降りて、そのまま失踪してしまった。一方その頃、百谷泉一郎弁護士の妻、明子は一人の女性依頼者の訪問を受けていたが、夫の泉一郎と友人の村尾利明の姿を見た途端、姿を眩ましてしまった。直前までテレビでイーグルスの野球の放送を見ていた依頼者の姿に、村尾がプロ野球の選手と個人的なつきあいがあることに気づいた明子は、彼が原因で娘が失踪したと気づき、ともにイーグルスの試合を見に、後楽園球場へ行ってみることにしたが、そこで彼らは渡部の妹が突然の兄の退場に不審を抱き、イーグルスのマネージャー、桜井を問い詰めているところに出くわした。その後、彼らは失踪した娘の正体をつかむが、彼女の後を尾行したところ、ジャガーズの熱狂的な支援者で、娘の叔父である40代の実業家の死体を発見することになった。渡部の恋人というその娘の頼みを受けて、その被害者である叔父から依頼を受けていたと偽装することになった泉一郎は、警視庁の警部や東京地検の検事と張り合う形で事件に関与してゆくこととなる。

## 主な登場人物
- 百谷泉一郎（ひゃくたに せんいちろう）…弁護士。運命論者。
- 百谷明子（ひゃくたに あきこ）…泉一郎の妻。株式相場の天才。
- 島源四郎 - 「東京秘密探偵社」[注 1]の調査部長。45、6歳。
- 村尾利明（むらお としあき）…泉一郎の大学の法学部以来の親友。第二部上場の会社の御曹司で、専務。W大学では応援団長をしていた。イーグルス・ファン。副島雅子の嘘に協力する。
- 吉野敬介（よしの けいすけ）…雑誌「週刊ホーマー」の記者。
- 坂口康彦（さかぐち やすひこ）…野球評論家。
- 渡部信治（わたべ しんじ）…東京イーグルスの投手。
- 渡部美津子（わたべ みつこ）…信治の妹。「白風荘」というアパートで、兄と同居している。
- 木下綾子（きのした あやこ）…銀座のバー『リング』のマダム。24、5歳。渡部信治の親戚。
- 副島雅子（そえじま まさこ）…東邦大学英文科の3年生。バー『リング』でアルバイトをしている。信治の恋人。
- 副島秀雄（そえじま ひでお）…雅子の叔父で、関西の若手実業家。45、6歳。ジャガーズファン。
- 副島武雄（そえじま たけお）…秀雄の兄で、雅子の父。故人。
- 副島武文（そえじま たけぶみ）…武雄の息子で、雅子の兄。故人。
- 北野則男（きたの のりお）…雅子の下宿先の主人で、45、6歳。副島武雄に恩がある。
- 村上隆（むらかみ たかし）…秀雄の秘書。27、8歳。
- 白石珠美（しらいし たまみ）…女優で、秀雄の愛人。秀雄の妾宅である、東京の光和アパートの住人。
- 竹井弘治（たけい こうじ）…光和アパートの管理人。
- 竹井みつ（たけい みつ）…弘治の妻。
- 西田貞三（にしだ ていぞう）…野球の賭屋で、副島秀雄の知人。
- 桜井（さくらい）…東京イーグルスのマネージャー。
- 岡崎登（おかざき のぼる）…東京イーグルスの球団代表。
- 河内武彦（かわうち たけひこ）…東京イーグルスの監督。
- 速水恒男（はやみ つねお）…警視庁捜査一課の主任警部。泉一郎に反感を抱いている。
- 伊藤文隆（いとう ふみたか）…東京地方検察庁搜査部検事。

## 評価
- 中島河太郎はリアリズム一本槍を肯んじない作者が、ロマンに比重をかけながら、プロ野球の世界にまでメスを入れた作であると述べ、百谷泉一郎弁護士の闘志は作者のものでもあり、その矜恃は屏息を許していないと評している[3]。
- 権田萬治は作品に、映画的ともいえるスピード感があり、野球場の動きと、百谷泉一郎宅を訪ねた不審な女性の行動を同時進行で描き出しながら、投手失踪の謎と殺人事件を結びつけて行く手さばきが軽快であり、E・S・ガードナーの行動派ミステリーの系列に属すると述べている。初期の高木彬光の作品のようなトリックの独創性や推理の論理的展開にはやや乏しい感じがあるが、冒頭の投手失踪の謎が最後まで興味をつなぐように作られているとも評している[1]。
- 有村智賀志は、『追跡』同様、依頼されて百谷泉一郎が腰を上げるのはやむを得ないとしても、『人蟻』でのはつらつたる気魄や、『破戒裁判』における熱烈な冤罪救済の念が薄れてしまっているのが寂しいと述べ、題材に探偵稼業が密着していないことと、神津恭介が英雄視されたように、百谷泉一郎も英雄視されてきたからではないか、と評している[2]。
- 田中潤司は雑誌『宝石』1964年（昭和39年）4月号の「今月のミステリー」欄に以下のような書評を発表している。